# Federico Luis de Mecklemburgo-Schwerin
Federico Luis de Mecklemburgo-Schwerin (Ludwigslust, 13 de junio de 1778 - id. 29 de noviembre de 1819) fue gran duque heredero del Gran Ducado de Mecklemburgo-Schwerin.

## Biografía
Era el hijo mayor de Federico Francisco I, gran duque de Mecklemburgo-Schwerin, y de la princesa Luisa de Sajonia-Gotha-Altenburgo.
Contrajo matrimonio en tres ocasiones:
1. Se casa (en Gátchina, junto a San Petersburgo) el 12 de octubre de 1799 con la gran duquesa Elena Pávlovna de Rusia, hija del zar Pablo I de Rusia. De esta unión nacieron: 
- Pablo Federico, Gran Duque de Mecklemburgo-Schwerin (1800-1842), casado con la princesa Alejandrina de Prusia (1803-1892).
- María de Mecklemburgo-Schwerin (1803-1862), casada con el príncipe Jorge de Sajonia-Altenburgo.

2. Viudo, vuelve a casarse en 1810 con la princesa Carolina Luisa de Sajonia-Weimar-Eisenach, hija del gran duque Carlos Augusto de Sajonia-Weimar-Eisenach y de la landgravina Luisa Augusta de Hesse-Darmstadt. De esta unión nacieron tres hijos: 
- Alberto de Mecklemburgo-Schwerin (1812-1834).
- Elena de Mecklemburgo-Schwerin (1814-1858), casada con el príncipe Fernando Felipe de Orleans, hijo mayor del rey Luis Felipe I de Francia.
- Magno de Mecklemburgo-Schwerin (1815-1816).

3. Nuevamente viudo, se casa en 1818 con la landgravina Augusta de Hesse-Homburg.